# Compromiso de Atlanta
El Acuerdo de Atlanta fue una disertación sobre las relaciones raciales pronunciada en público por Booker T. Washington el 18 de septiembre de 1895, hecha en un discurso durante la Exposición Internacional y de Estados Algodoneros del mismo año.
Booker afirmaba que la enseñanza profesional que les brindaba a las personas de color una oportunidad de seguridad financiera, era más apreciable que la igualdad social o la función política. Muchos africano-estadounidenses temían que semejantes aspiraciones limitadas, los condenaran a una indefinida subordinación hacia los blancos; temor que los orilló a crear el movimiento Niágara y después fundar la Asociación Nacional para el Progreso de las Personas de Color.
- Datos: Q3685355